# Serie A1 2009-2010 (pallacanestro in carrozzina)
La Serie A-1 è la 34ª edizione del massimo campionato italiano di pallacanestro in carrozzina.

## Regolamento

### Formula
Le 10 squadre iscritte si incontrano con gare di andata e ritorno. Le squadre classificate nei primi quattro posti effettuano i play-off articolati in semifinali e finali. Le squadre posizionate all'8º e 9º posto disputano i play-out. L'ultima retrocede in Serie A2.

## Le squadre partecipanti
Le squadre che partecipano alla stagione 2009-2010 sono:
- Anmic Sassari
- BA.D.S. Quartu S. Elena
- Briantea 84 Cantù
- CMB Santa Lucia Sport Roma
- Dream Team Taranto
- GSD Porto Torres
- LABS BLS Regione Abruzzo Giulianova
- Lottomatica Elecom Roma
- Padova Millennium Basket
- Santo Stefano

## Stagione regolare

### Classifica
Aggiornata al 5 marzo 2011
|  |     | Classifica stagione regolare 2009-2010 | PT | G | V | P | PF | PS |
|  | --- | -------------------------------------- | -- | - | - | - | -- | -- |
|  | 1.  | Lottomatica Elecom Roma                | 28 |   |   |   |    |    |
|  | 2.  | CMB Santa Lucia Sport Roma             | 28 |   |   |   |    |    |
|  | 3.  | Santo Stefano                          | 26 |   |   |   |    |    |
|  | 4.  | LABS BLS Reg. Abruzzo Giulianova       | 26 |   |   |   |    |    |
|  | 5.  | Briantea 84 Cantù                      | 16 |   |   |   |    |    |
|  | 6.  | Anmic Sassari                          | 16 |   |   |   |    |    |
|  | 7.  | Padova Millennium Basket               | 16 |   |   |   |    |    |
|  | 8.  | BA.D.S. Quartu S. Elena                | 16 |   |   |   |    |    |
|  | 9.  | Dream Team Taranto                     | 10 |   |   |   |    |    |
|  | 10. | GSD Porto Torres                       | 2  |   |   |   |    |    |

## Play-out
|  | Finale |                         |                         |    |    |  |
|  |        |                         |                         |    |    |  |
|  | 8      | BA.D.S. Quartu S. Elena | BA.D.S. Quartu S. Elena | 79 | 90 |  |
|  | 9      | Dream Team Taranto      | Dream Team Taranto      | 73 | 65 |  |

Il Dream Team Taranto, pur avendo perso i play-out, verrà ripescato e parteciperà al campionato di  Serie A1 2012-13.